# Baziówkowate
Baziówkowate (Rutstroemiaceae Holst-Jensen, L.M. Kohn & T. Schumach.) – rodzina grzybów z rzędu tocznikowców (Helotiales).

## Charakterystyka
Owocniki typu apotecjum, rzadko klejstotecjum. Apotecja są kielichowe lub tarczowate, prążkowane, brzegi i zewnętrzna powierzchnia gładka lub czasami owłosiona. Włoski cylindryczne, septowane, przeważnie szkliste. Ekscypulum zbudowane z komórek pyramidalnych lub kulistych, a powierzchnia wewnętrzna składa się z komórek o misternej teksturze. Wstawki cylindryczne. Worki 8-zarodnikowe, cylindryczno-maczugowate, amyloidalne, rzadko nieamyloidalne, czasami powstające z pastorałek. Klejstotecja o prawie kulistym kształcie. Konidiogeneza typu hyphomycetes na fialidach.
Do rodziny Rutstroemiaceae należą workowce tworzące apotecja, z wyjątkiem rodzaju Bicornispora. Rodzina tworzy monofiletyczny klad między kladami Cenangiaceae i Sclerotiniaceae.

## Systematyka
Pozycja w klasyfikacji według Index Fungorum:
Rutstroemiaceae, Helotiales, Leotiomycetidae, Leotiomycetes, Pezizomycotina, Ascomycota, Fungi.
Według aktualizowanej klasyfikacji Index Fungorum bazującej na Dictionary of the Fungi do rodziny tej należą rodzaje:
- Bicornispora Checa, Barrasa, M.N. Blanco & A.T. Martínez 1996
- Crassitunica Yan J. Zhao & Hosoya 2021
- Dencoeliopsis Korf 1971
- Lambertella Höhn. 1918
- Lanzia Sacc. 1884
- Neometulocladosporiella Crous & M.J. Wingf. 2018
- Pseudolanzia Baral & G. Marson 2019
- Poculum Velen. 1934
- Rutstroemia P. Karst. 1871 – baziówka
- Torrendiella Boud. & Torrend 1911[2].

Nazwy polskie według M.A. Chmiel.